# Pacheco (California)
Pacheco es un lugar designado por el censo (en inglés, census-designated place, CDP) situado en el condado de Contra Costa, California, Estados Unidos. Según el censo de 2020, tiene una población de 4183 habitantes.

## Geografía
La localidad está ubicada en las coordenadas 37°59′N 122°4′O / 37.983, -122.067. Según la Oficina del Censo, tiene una superficie de 1.95 km², correspondientes en su totalidad a tierra firme.

## Demografía
Según la estimación 2018-2022 de la Oficina del Censo, los ingresos medios de los hogares de la localidad son de $100,904 y los ingresos medios de las familias son de $105,064. Alrededor del 7.6% de la población está por debajo de la línea de pobreza.